# Maxine Elliott Hicks
Pour les articles homonymes, voir Maxine Elliott (homonymie).
Maxine Elliott Hicks est une actrice américaine née le 5 octobre 1904 à Denver dans le Colorado et décédée le 10 janvier 2000 à San Clemente en Californie.
Elle a été actrice de 1914 à 1994, soit pendant 80 ans.

## Filmographie partielle
- 1923 : Reno, la ville du divorce (Reno) de Rupert Hughes
- 1924 : La Seconde Jeunesse de M. Brunell (Babbitt) de Harry Beaumont
- 1924 : La Comtesse Olenska (The Age of Innocence) de Wesley Ruggles
- 1925 : L'Avalanche (Enticement) de George Archainbaud
- 1925 : La Ruée sauvage (The Thundering Herd) de William K. Howard
- 1929 : Navy Blues de Clarence Brown
- 1984 : Deux plombiers à Hollywood (en) (Hollywood Hot Tubs) de Chuck Vincent
- 1989 : Ma belle-mère est une sorcière (Wicked Stepmother) de Larry Cohen
- 1991 : The Linguini Incident de Richard Shepard
- 1991 : Rendez-vous au paradis de Albert Brooks
- 1992 : Beethoven de Brian Levant
- 1994 : Une rue du tonnerre (en) (Thunder Alley) (série télévisée)